# Smilax gracilior
Smilax gracilior är en enhjärtbladig växtart som beskrevs av Ferrufino och Werner Rodolfo Greuter. Smilax gracilior ingår i släktet Smilax och familjen Smilacaceae. Inga underarter finns listade.